# Bludovit
Bludovit – Skała metamorficzna, odmiana skały wapienno-krzemianowej (erlanu).
Składa się z wezuwianu, granatu, diopsydu, wollastonitu, kalcytu, tytanitu, mikroklinu i kwarcu.
Bludovit występuje w okolicy miejscowości Bludov i stąd został opisany. Był eksploatowany w kilku kamieniołomach.
Gálová wyróżniła pięć odmian skalnych, na które składają się następujące paragenezy mineralne:
- granatowo-wollastonitowa,
- granatowa,
- erlan diopsydowo-plagioklazowo-kwarcowy,
- marmur kalcytowy,
- stromatyt.

Poszczególne odmiany różnią się składem mineralnym, strukturą i teksturą oraz barwą.
W szczelinach skalnych występuje mineralizacja o następującym składzie:
- kwarcowo-epidotowa,
- albitowo-epidotowa,
- kalcytowo-laumontytowa,
- kalcytowo-zeolitowa,
- apofyllitowa.